# Battaglia di Montreuil-Bellay
La battaglia di Montreuil-Bellay è stata una battaglia della prima guerra di Vandea combattuta l'8 giugno 1793 a Montreuil-Bellay

## La battaglia
Il 7 giugno, i vandeani mettevano in fuga a Concourson-sur-Layon 1 500 soldati inesperti comandati da François Leigonyer, quindi presero Doué-la-Fontaine. L'obiettivo dei vandeani era prendere Saumur protetta a nord e a nord-est dalla Loira e a ovest dal Thouet, che i vandeani attraversarono a Montreuil-Bellay per attaccare Saumur da sud-est.
Da Saumur, il generale Charles Duhoux de Hauterive inviò molte lettere per richiedere rinforzi, in particolare chiese al generale François de Salomon, che si trovava a Thouars, di rioccupare Saumur. Nella notte del giorno successivo, l'8 giugno, la colonna di de Salomon forte di 3 500-5 000 uomini trovò la città di Montreuil-Bellay occupata dall'esercito vandeano, così provò ad approfittare dell'oscurità per entrare in città, ma venne respinto dall'artiglieria vandeana e poi attaccato su un fianco dalle truppe di de La Fleuriot, i repubblicani furono messi in rotta e, abbandonando i loro cannoni, fuggirono verso Parthenay, nello scontro persero 102 uomini mentre 800 furono fatti prigionieri.